# Campionato mondiale cadetti di scherma 2002
Il Campionato mondiale cadetti di scherma del 2002 ("2002 World Cadets Fencing Championships") è stato organizzato dalla Federazione internazionale della scherma e si è svolto a Adalia in Turchia dal 1 al 2 aprile.
Nel fioretto, si sono aggiudicati i titoli del campionato mondiale il russo Roustem Nassiboulline, che ha battuto in finale il russo Renal Ganeev, e l'italiana Benedetta Durando che ha avuto la meglio sulla connazionale Carlotta Gottardelli.
Nella spada il canadese Jean-Pierre Seguin ha battuto in finale il russo Konstantine Tchernov, ottenendo il titolo mondiale cadetti maschile, mentre tra le donne l'ucraina Yana Shemyakina ha superato la coreana Do-Hee Kim.
Nella sciabola l'italiano Marco Tricarico prevale sul tedesco Franz Boghicev, mentre la russa Sofya Velikaya ha battuto la tedesca Stefanie Schiffer.

## Podi

### Uomini
| Specialità  | Oro                   | Argento              | Bronzo                                |
| Individuali |                       |                      |                                       |
| Fioretto    | Roustem Nassiboulline | Renal Ganeev         | Luca Marotta Brendan Meyers           |
| Spada       | Jean-Pierre Seguin    | Konstantine Tchernov | Benjamin Bratton Ruben Limardo Gascon |
| Sciabola    | Marco Tricarico       | Franz Boghicev       | Riccardo Ageno Lutero Clemente        |

### Donne
| Specialità  | Oro               | Argento              | Bronzo                         |
| Individuali |                   |                      |                                |
| Fioretto    | Benedetta Durando | Carlotta Gottardelli | Maria Bartkowski Corina Indrei |
| Spada       | Yana Shemyakina   | Do-Hee Kim           | Elke Birthelmer Lorraine Marty |
| Sciabola    | Sofya Velikaya    | Stefanie Schiffer    | Anais Drion Olga Ovtchinnikova |

## Medagliere
| Pos.   | Nazione       | Oro | Argento | Bronzo | Totale |
| ------ | ------------- | --- | ------- | ------ | ------ |
| 1      | Russia        | 2   | 2       | 0      | 4      |
| 2      | Italia        | 2   | 1       | 2      | 5      |
| 3      | Canada        | 1   | 0       | 1      | 2      |
| 4      | Ucraina       | 1   | 0       | 0      | 1      |
| 5      | Germania      | 0   | 2       | 2      | 4      |
| 6      | Corea del Sud | 0   | 1       | 0      | 1      |
| 7      | Stati Uniti   | 0   | 0       | 3      | 3      |
| 8      | Romania       | 0   | 0       | 1      | 1      |
| 8      | Francia       | 0   | 0       | 1      | 1      |
| 8      | Svizzera      | 0   | 0       | 1      | 1      |
| 8      | Venezuela     | 0   | 0       | 1      | 1      |
| Totale | Totale        | 6   | 6       | 12     | 24     |